# Beginen und Begarden in Worms
Beginen und Begarden in Worms waren in einer Anzahl von Konventen organisiert, lebten aber auch einzeln. Sie übernahmen karitative Aufgaben und spielten im Totengedenken der Stadt eine wichtige Rolle, indem sie an bestimmten Tagen an den Gräbern ihrer Wohltäter beteten und Kerzen anzündeten.

## Einrichtungen
Die Beginen und Begarden lebten in kleinen Gemeinschaften, widmeten sich sozialen Aufgaben wie der Pflege von Kranken und Wöchnerinnen und führten ein gemeinsames religiöses Leben. Wirtschaftlich lebten sie aus den Einkommen von Stiftungen zu ihren Gunsten, Geschenken, dem Betteln und in einigen Fällen auch von handwerklicher Tätigkeit, wie etwa Textilproduktion, Flechten, Bierbrauen oder Seifenherstellung sowie Dienstleistungen wie Waschen oder das Vorbereiten von Hochzeiten. Die „Blütezeit“ der Beginen in Worms waren die zweite Hälfte des 14. und die ersten Jahrzehnte des 15. Jahrhunderts.
Oft sind die Gemeinschaften nach dem Haus benannt, das sie bewohnten. Viele Häuser in Worms hatten individuelle Bezeichnungen. Die nachfolgende Liste beschränkt sich auf die Einrichtungen, die im mittelalterlichen Stadtgebiet von Worms tätig waren.
Die nachfolgend aufgezählten Einrichtungen sind in der zeitlichen Reihenfolge ihrer Gründung oder Ersterwähnung gelistet:

### Gudelmannkonvent
Der – damals bereits bestehende – Gudelmannkonvent soll 1248 erstmals erwähnt worden sein. Dies wäre zugleich das älteste erhaltene Zeugnis eines Beginenkonvents in Worms. Nach einer umfangreichen Zustiftung durch Gudelmann, ehemals Schultheiß des Wormser Domstiftes, wurde er als „Gudelmannkonvent“ bezeichnet. 1469 wurde er in ein Augustinerinnenkloster umgewandelt, das bis zur Säkularisation 1802 bestand. 

### Beginenkonvent zum Drublin
Der Beginenkonvent zum Drublin wird in Dokumenten zwischen 1288 und 1444 genannt. Er war früher entstanden und ging zu einem unbekannten Zeitpunkt nach 1444 unter. „Drublin“ war die Bezeichnung eines Hauses. Dieses lag an der Ecke von Kämmererstraße und Hardtgasse und war zusammen mit weiteren Häusern rückseitig komplett von der Johanniterkommende Worms umschlossen, deren Grundstück sich L-förmig um die Gebäudegruppe mit dem Haus „Drublin“ legte.
Organisatorisch ist bekannt, dass dem Konvent eine „Meisterin“ vorstand. Welcher geistlichen Stelle der Konvent zugeordnet war, ist dagegen nicht bekannt. Aus einer Urkunde von 1383 sind zwei der damaligen Beginen namentlich bekannt: Grede und Gecze. Der Konvent besaß Einkünfte aus Nachlässen, Stiftungen und Grundbesitz in der Stadt und deren Umland.

### Beginenhaus der Elisabeth Brogoren
Elisabeth, genannt Brogoren, schenkte 1288 einer bereits bestehenden Gemeinschaft von 14 Beginen ein steinernes Haus in der Innenstadt von Worms. Ob sie selbst Mitglied der Gemeinschaft war, ist nicht bekannt, ebenso wenig, wie lange die Gemeinschaft und ob sie vielleicht später unter einem anderen Namen bestand. Dass die Gemeinschaft überhaupt bezeugt ist, liegt an einer Urkunde, die die Beteiligten über die Schenkung des Hauses durch die Richter der Stadt Worms 1288 ausstellen ließen. Aus dieser Urkunde ergibt sich weiter, dass Elisabeth über das Haus hinaus der Gemeinschaft noch vier Tagewerk Weinberge bei Ost- und Westhofen schenkte, deren Ertrag dazu dienen sollte, das Haus zu unterhalten und darauf lastende Zinsen zu bezahlen. Die Ritter Gerhard Kamerarius und Sigulo von Wathdienheim (Wattenheim?) wurden damit beauftragt sicherzustellen, dass die Erträge der Weinberge auch der Gemeinschaft zugutekamen. Als Gegenleistung für die Schenkung sollten die Beginen für ein Jahresgedächtnis der Elisabeth sorgen.
Die geografische Lage des Hauses innerhalb von Worms ist nur ungefähr bekannt. Die Urkunde nennt dazu den Bereich zwischen der „Kurie des Domkantors Simon“ und dem Haus des Tuchscherermeisters Wilhelm, also in der Innenstadt in der Nähe von Dom und Franziskanerkloster. Letzteres lag im Bereich des heutigen Marktplatzes.
Die geistliche Aufsicht und Betreuung der Schwestern lag bei den Franziskanern in Worms. Deren Guardian gehörte auch zu den Zeugen der Urkunde 1288. Für den Fall der Aufgabe des Konvents sollten Haus und Weinberge an die Franziskaner fallen, diese dann aber auch das Jahresgedächtnis übernehmen. Bei der Aufnahme neuer Schwestern sollte der Beginenkonvent dem Beichtvater und dem Guardian der Franziskaner die Kandidatin vorschlagen und diese beiden mussten zustimmen. Verwandte der Stifterin waren zu bevorzugen.

### Engelmann Konvent
Der Engelmann-Beginen-Konvent wird einmal erwähnt, 1288. Ob die Institution – eventuell unter einer anderen Bezeichnung – weiterbestand, ist nicht bekannt.

### Beginenkonvent Elmann
Der Beginenkonvent Elmann (auch Ölmann) wurde 1317 von Gudelmann Elmann gestiftet. Vermutlich drei seiner Töchter traten dem Konvent bei. Die älteste erhaltene Originalurkunde des Konvents stammt von 1401. Das Haus der Beginen hatte im 16. Jahrhundert vier Kammern und eine große Stube. Es hatte einen Garten und lag zwischen Schlosser- und Färbergasse.
Im 15. Jahrhundert übernahm das jeweilige Oberhaupt einer Familie Bum (auch Boim oder Bumen), die wohl mit der Stifterfamilie verwandt war, die weltliche Vertretung des Konvents („Pflegschaft“) und musste zustimmen, wenn eine neue Begine aufgenommen wurde. Die älteste erhaltene Ordnung des Beginenkonvents Elmann stammt von Hans Bum und von 1430. Danach musste eine Frau bei Eintritt in den Konvent 3 Gulden bezahlen, ein Tischtuch und ein Handtuch einbringen. Der Gemeinschaft stand eine Meisterin vor. Sie wurde von den Beginen mit Mehrheit gewählt und der Chef der Familie Bum musste zustimmen. Die Ordnung sah zehn Beginen vor, ob die Zahl auch erreicht wurde, ist nicht bekannt.
Die Schwestern waren in der Krankenpflege tätig. Wenn eine Schwester starb, erbte ihren Nachlass der Konvent. Durch das Ausbleiben weiterer Zustiftungen von Bewohnern der Stadt in Folge der Reformation wurde die wirtschaftliche Basis des Konvents zunehmend schwächer. In der Folge verlor der Konvent zunehmend seine Selbständigkeit. Spätestens Anfang des 16. Jahrhunderts ging die Pflegschaft des Konvents an den Rat der Stadt Worms über. Über Neuaufnahmen entschied nun ausschließlich der Pfleger und maßgebliches Kriterium war, ob die jeweilige Frau für die Krankenpflege geeignet war. Der Konvent entwickelte sich zunehmend zu einem Armenhaus für mittellose Witwen und alleinstehende Frauen, die aber weiterhin in der Kranken- und Wöchnerinnenpflege tätig waren. Bei dem Eintritt in den Konvent sind in dieser Zeit religiöse Motive nicht mehr bezeugt. Aufgrund der karitativen Aufgaben, die die Frauen wahrnahmen, hatte der Rat auch ein Interesse am Erhalt der Einrichtung und organisierte den Beginenkonvent Elmann 1580/81 mit einer neuen Ordnung in eine Wohnanlage für Frauen um, die in der Kranken- und Wöchnerinnenpflege tätig waren. Nachrichten dazu, dass es sich dabei weiterhin um einen Konvent von Beginen gehandelt habe, beruhen auf unzutreffenden Zuordnungen von Dokumenten im 19. Jahrhundert.

### Konvent zum Rosenbaum
Der Konvent zum Rosenbaum wurde 1318 von dem Ritter Dirolf von Hochheim († 10. Juli 1318) und seiner Ehefrau, Agnes († 27. April 1329) gegründet. Agnes stammte aus einer Wormser Patrizierfamilie. Die Stiftung des Konvents wies die Besonderheit auf, dass der Hof Zum Rosenbaum dem Dominikanerinnenkloster Maria Himmelskron gehören sollte. Das Kloster war 1278 ebenfalls von Dirolf und seiner Frau Agnes gestiftet worden. Das Kloster wiederum sollte dafür sorgen, dass das Haus Zum Rosenbaum von sechs Frauen bewohnt werde, die ein Leben als Beginen führen sollten, dafür vom Kloster unterhalten wurden und eine Reihe von Aufgaben im Zusammenhang mit dem Totengedenken für die Stifter wahrnahmen. Vorsteherin der sechs Frauen war die Priorin des Klosters Maria Himmelskron.
Nachdem das Kloster Maria Himmelskron an seinen Besitzungen im Städtekrieg 1387–1389 schwer geschädigt worden war, wurde der Konvent zum Rosenbaum 1391 vorübergehend auf drei Beginen verkleinert (1449 waren es wieder sechs). Im Zusammenhang mit einer Reform des Klosters Maria Himmelskron 1449 wurde der Konvent zum Rosenbaum in das Kloster inkorporiert und damit aufgehoben.
Der Hof Zum Rosenbaum lag n der Innenstadt von Worms, auf einem großen Grundstück an der Kämmererstraße 49, dessen Rückseite sich bis zur Martinsgasse erstreckte. Nach 1449 diente das Gebäude dem Kloster Maria Himmelskron als Wirtschaftshof bis zur Zerstörung der Stadt Worms 1689 im Pfälzischen Erbfolgekrieg durch Truppen König Ludwig XIV. In dieser Zeit befand sich im östlichen Teil des Grundstücks, direkt an der Kämmererstraße, das Wirtshaus Zum Schwan, das 1505 zum ersten Mal nachgewiesen ist.

### Konvent zur Kanne
Für das Jahr 1331 wird in der Literatur, ohne dass diese auf eine Primärquelle rekurriert, der Konvent Zur Kanne erwähnt. Er befand sich in der Wollgasse (heute: Wollstraße).

### Konvent der Willigen Armen
Der Beginenkonvent der Willigen Armen zum Rindsfuß ist zwischen 1338 und 1360 bezeugt. Weder ist der Zeitpunkt der Gründung bekannt noch etwas zu dessen Ende. Das Haus zum Rindsfuß lag an der Nordseite der Korngasse, direkt gegenüber dem Haus zum Morlin. Eventuell siedelte der Konvent dorthin über.

### Klause bei St. Silvester
1344 wird eine Klause bei St. Silvester genannt. Eine letzte Erwähnung findet sie 1380. Zu diesem Zeitpunkt soll sie schon nicht mehr bestanden haben. Sie lag im Bereich Wollstraße / Fischmarkt.

### Armer St. Stephan
Der Gründungszeitpunkt der Beginen-Gemeinschaft am Armen St. Stephan ist nicht bekannt. Die älteste erhaltene Urkunde, die sie bezeugt, stammt von 1348. Zu dem Wohngebäude der Gemeinschaft gibt es nur die Angabe retro s[anctum] Stephanum, also „hinter der Stephanskapelle“. Die Belege für die Gemeinschaft sind in den folgenden 150 Jahren sehr punktuell, selten und wenig aussagekräftig. Sie scheint aber durchgängig bestanden zu haben.
Die Gemeinschaft war kirchlich dem benachbarten Augustiner-Chorherrenstift vom Heiligen Grab in Jerusalem und dessen Allerheiligenkirche zugeordnet. Deren Propst war der geistliche Chef der Einrichtung, den Schaffner (Wirtschaftsverwalter) der Beginen setzten der Propst und der Rat der Stadt Worms gemeinsam ein.
Im 16. Jahrhundert werden die Belege zu den Beginen der Capellen zum Armen sant Steffan vor dem Martin porten zu Worms zwar dichter, brechen dann aber in der Mitte des Jahrhunderts ab. Wohl in Folge der Reformation ging die Institution ein oder wurde geschlossen. Ab etwa 1560 ist belegt, dass die Arbeit der Beginen als städtische Fürsorgeeinrichtung fortgesetzt wurde.

### Konvent zur Klause
1350 wird ein Haus Zur Klause erwähnt, in dem sich zuvor ein Beginen-Konvent befunden habe. Das Haus lag in der Sporergasse.

### Konvent zum Rebstock
1363 und 1377 wird der Beginenkonvent Zum Rebstock genannt. Jahr der Gründung und des Endes sind ebenso unbekannt wie die Lage in der Stadt, da es hier mehrere Häuser Zum Rebstock gab.

### Bridenkonvent / Brigittenkonvent
Von 1372 datiert die älteste erhaltene Erwähnung des Bridenkonvents (auch: Brigittenkonvent), das Gründungsjahr ist nicht bekannt. Er lag an der Ecke Schildergasse / Kohlgasse in der Innenstadt von Worms. Die Gemeinschaft hat nur punktuell Spuren in der archivischen Überlieferung hinterlassen. Sie hatte einen „Pfleger“, der sie in weltlichen Dingen vertrat. Wahrscheinlich wurde der Konvent 1557 oder 1558 aufgelöst, nachdem eine letzte Begine von dort in den Elmann-Konvent übergesiedelt war. Das Gebäude gelangte in den Besitz der Stadt, die hier im 18. Jahrhundert eine Schule betrieb. Zu Beginn des 19. Jahrhunderts trug das Anwesen die Bezeichnung „Sickinger Hof“ und gehörte dem Hochstift.

### Konvent zum Morlin
1372 wird ein Konvent zum Morlin genannt. Zeitpunkt der Gründung und Gründer sind nicht bekannt, ebenso wie lange er bestand. Letztmals erwähnt wird er 1520. Wahrscheinlich ging er in Folge der Reformation und den damit zurückgehenden Zuwendungen an Orden und ordensähnliche Gemeinschaften unter.
Das Haus zum Morlin lag an der Südseite der Korngasse, an der Rückseite des Dominikanerklosters und gegenüber dem Beginenkonvent der Willigen Armen zum Rindsfuß. Dieser Konvent wurde 1360 letztmals erwähnt. So besteht die Möglichkeit, dass er in das Haus auf die andere Straßenseite umgezogen ist und nun nach seinem neuen Sitz benannt wurde.
1413 wohnten im Konvent zwei Schwestern.

### Beginenhaus ohne nähere Bezeichnung
In einer Urkunde von 1378 wird eventuell ein Beginenhaus in der Petersstraße, gegenüber dem Franziskanerkloster Mariae Verkündigung, erwähnt. In neuerer Literatur wird das aber für eine Fehlinterpretation gehalten. Weitere Nachrichten dazu fehlen.

### Brüder auf der Hart
Die Armen Brüder auf der Hart waren ein Begardenkonvent, der 1379 erstmals genannt wurde. Zwischen 1470 und 1485 – der genaue Zeitpunkt ist nicht bekannt – schlossen sie sich dem Orden der Celliten (Alexianer) an. Nach dem Tod des letzten Mitglieds der Gemeinschaft 1535 wurde sie vom Stadtrat aufgehoben.
Woher die Bezeichnung des Konvents Auf der Hart kam und dessen ursprünglicher Sitz sind unbekannt. 1390 kaufte er das Haus Zur Frau von Wattenheim in der Nähe der St. Lambertus-Kirche. Dort gibt es später eine „Kleine Hardgasse“ (nicht zu verwechseln mit der heutigen „Hardtgasse“). Ob die Gasse der Gemeinschaft ihren Namen gab oder ob es sich umgekehrt verhielt, ist unbekannt. Heute entspricht die ehemalige Gasse der südwestlichen Seite des Ludwigsplatzes. Der Konvent befand sich im Bereich der heutigen Adresse Ludwigsplatz 3. Das Gebäude wurde 1689 im Pfälzischen Erbfolgekrieg zerstört.
Nach dem Beitritt zu den Celliten war deren Vorsteher in Köln, der zugleich Provinzial des „Oberlandes“ war, auch Vorsteher der Gemeinschaft in Worms. Zumindest in den letzten Jahren des Bestehens leitete ein Geistlicher vor Ort die Niederlassung in Worms.
Die Gemeinschaft widmete sich der Krankenpflege und der Hilfe bei Bestattungen.
Dokumentiert ist am Anfang des 16. Jahrhunderts ein jahrelanger Streit der Celliten mit dem Stadtrat über die Steuerpflicht. 1513 war ein Neubau des Klosters im Gang. Spätestens jetzt entstand auch eine eigene Kapelle, deren Patrozinium nicht mehr bekannt ist. 1518 erhielt die Gemeinschaft städtische Pfleger. Dann setzte deren schneller Verfall ein, so dass nach dem Tod des letzten Bruders 1535 auch keine neuen Brüder mehr nachkamen.

### Konvent zum Riesen
Erstmals 1379 genannt, ist der genaue Gründungszeitpunkt des Beginenkonvents Zum Riesen nicht bekannt. Ebenso ist der Zeitpunkt unbekannt, an dem die Einrichtung zu bestehen aufhörte. 1413 wird sie letztmals genannt. Das Haus Zum Riesen lag am Fischmarkt, die genaue Lage ist nicht bekannt.

### Konvent zum Hauwer
Zu dem Konvent zum Hauwer gibt es nur einen Nachweis, die Regelung zu einem Nachlass von 1383. Der Beginenkonvent tritt dabei als eine der beteiligten Parteien auf. Zur Lokalisierung der Einrichtung in der Stadt könnte die „Hauergasse“ einen Hinweis geben (heute: „Lauergasse“), in deren Nähe des Rheintors.

### Moren-Konvent
Auch zum „Moren convent off dem berge“ gibt es nur einen Nachweis, aus dem Jahr 1392. Dieser entstand im Zusammenhang mit der Vollstreckung des Testaments der Else Beltzen, genannt Moren. Diesen Familiennamen gibt es in Worms unter anderem auch in der Variante „Morlin“. Insoweit ist es möglich, dass der ab 1372 genannte Konvent zum Morlin gemeint ist.

### Konvent zum Lämmchen
Der Zeitpunkt der Gründung des Konvents im Haus Zum Lämmchen ist unbekannt. Möglich, aber nicht nachgewiesen ist, dass die Gemeinschaft mit einem Beginenhaus ohne nähere Bezeichnung identisch ist, das 1378 genannt wird und eine ähnliche Lage in der Stadt hatte (siehe oben). Die älteste erhaltene Erwähnung stammt von 1435. Im späten 15. Jahrhundert nahm der Konvent die Dritte Franziskusregel an (Franziskanertertiarinnen).
Das Haus lag an der Nordseite der Petersstraße, gegenüber dem Franziskanerkloster Mariae Verkündigung, im Bereich der heutigen Hausnummern 11, 13 oder 15. Bei den Franziskanern lag auch die geistliche Betreuung der Schwestern des Konvents im Haus Zum Lämmchen. Der Gemeinschaft stand eine „Mutter“ vor, nach außen wurde sie durch zwei städtische Pfleger vertreten. Das Eintrittsgeld für eine Begine betrug 40 Gulden. Der Konvent besaß Güter in Worms, Albsheim, Eppelsheim, Gundersheim und Obersülzen.
Aus den Jahren 1518 bis 1521 sind heftige Konflikte innerhalb des Konvents dokumentiert, aus denen sich aber offenbar keine Konsequenzen ergaben. Ab dem Ende der 1520er Jahre geriet der Konvent in wirtschaftliche Bedrängnis und hatte Nachwuchsprobleme – wohl eine Folge der Reformation. 1520 hatte der Konvent fünf, 1530 noch drei Mitglieder. Letztmals wird der Konvent 1553 erwähnt. Ob er formal aufgelöst wurde, ist nicht bekannt.

### Konvent zum Elnbogen
Der Konvent wird in älterer Sekundärliteratur erwähnt, ohne dass es Primärbelege zu geben scheint.

### Weiterer Konvent
In älterer Literatur wird ein Konvent „bei den Barfüßern“ angenommen, dessen Existenz neuere Untersuchungen aber bestreiten.

## Einzeln lebende Beginen
Neben den in Konventen lebenden Beginen gab es auch solche, die einzeln lebten. 23 solcher Frauen können im Zeitraum zwischen 1270 und 1378 noch erfasst werden. Bei diesen ist aber nicht in allen Fällen klar, ob sie auch wirklich allein lebten, oder ob es sich vielleicht um Beginen aus einem Konvent handelte, den die Quelle einfach nicht nennt. Einzeln lebende Beginen sind etwa auch in Köln, Mainz, Straßburg und Basel nachgewiesen.

## Gemeinschaft zum Rohrhaus
1322 stiftete Herbord von Ladenburg, Vikar am St. Lorenz-Altar im Wormser Dom die Gemeinschaft Zum Rohrhaus. Es ist nicht sicher, ob es sich um ein Beginenhaus handelte. Das Haus Zum Rohrhaus gehörte Herbord von Ladenburg. Es lag an der heutigen Wilhelm-Leuschner-Straße, außerhalb des inneren Mauerrings der Stadtbefestigung Worms.
Das Stiftungsgeschäft ist das einzige Zeugnis zu der Gemeinschaft. Ob die Stiftung überhaupt umgesetzt wurde, ist nicht bekannt. Die Einrichtung sollte drei arme Frauen versorgen, die im Gegenzug für das Seelenheil des Stifters und ihr eigenes beten sollten. Der Pfründner des St. Lorenz-Altars, der seine Pfründe am längsten innehatte, sollte der Gemeinschaft vorstehen.